# 罗足庆
罗足庆（1993年4月27日—），是一名中国足球运动员，司职守门员。

## 俱乐部生涯
罗足庆自幼开始练习足球，四年级正式进入梅州梅江区体校。2007年，他入选梅州省运队备战2010年广东省运动会，之后由于球队门将退队，他的场上位置从前锋被改造成守门员。罗足庆在2010年广东省运会帮助梅州队获得省运会季军。
2011年，罗足庆以门将身份上调到中国足球甲级联赛球队广东日之泉，开始职业球员生涯。5月25日，他在2011年中国足协杯第三轮客场挑战延边长白虎第89分钟替补赵黄登场，上演职业比赛首秀。但是他在这场比赛不是以守门员的身份登场，而是以中场球员的身份完成比赛。在2012赛季预备队联赛广东日之泉和武汉卓尔的比赛中，他以首发前锋的身份登场，并在比赛中上演帽子戏法。2012年6月1日，罗足庆在2012年中国足协杯第二轮主场3比0击败河北中基的比赛中首发出场，上演守门员的职业比赛首秀。2013赛季球队主力门将李伟军转会离开后，罗足庆成为广东日之泉的第二门将。
2013年4月6日，在中甲联赛第四轮广东日之泉主场对阵河南建业的比赛第33分钟，罗足庆替补眼部受伤的主力门将余勇喆登场，第一次在职业联赛亮相。
2014年1月，河南建业宣布签下罗足庆。
2015年5月24日，中超联赛第11轮河南建业客场0-2不敌长春亚泰，罗足庆替换吕建军出场，出任前锋完成中超联赛首秀。
2016年1月，罗足庆加盟中甲球队梅州五华。